# FYT
FYT（ファイト）は、日本の女性アイドルグループ。プラチナムピクセル所属。レーベルはVERSIONMUSIC。2016年2月7日解散。

## 概要
かつて教育的指導!!せんせ〜しょん's（以下、せんせ〜しょん's）というユニットが存在していたが、メンバーの事務所移籍等の事情により活動停止となった。
せんせ〜しょん'sをプロデュースした放送作家のかながわIQは、せんせ〜しょん'sのコンセプトを引き継ぐ新しい「教育的指導型アイドルユニット」を考案。せんせ〜しょん'sで果たせなかった大手レコード会社からのCDリリースを目論み、2006年にかながわが参加したDVD作品『疾風伝説 エアギターハイスクール』の発売元であったJVCケンウッド・ビクターエンタテインメントに企画を持ち込んだ。本ユニットを制作するにあたり、せんせ〜しょん'sのメンバーの一部にも参加を打診していたが、結果的にはメンバー全員総入れ替えとなった。プラチナムプロダクションの所属タレントが、ビクターから歌手としてCDデビューするのは本ユニットが初となる。
グループ名のFYTはFunky Yankee Teachers（ファンキー・ヤンキー・ティーチャーズ）の略で、もりやまつるの漫画『ファンキー・モンキー・ティーチャー』をもじって付けられた。また、本名ではなく芸名（教員名）で活動する他、ライブのことを「授業」、ファンのことを「生徒」と呼ぶのも特徴である。
2014年8月6日、東京Zepp DiverCityにて開催された『Girls Storm』で初お披露目。2016年2月7日、新宿MARZにて開催された『FYT FINAL FIGHT』をもって解散した。

## メンバー
| 名前                       | 生年月日（年齢）       | 出身地 | 身長  | カラー   | 教員名（担当教科）                                       | 備考 |
| -------------------------- | ---------------------- | ------ | ----- | -------- | -------------------------------------------------------- | --- |
| 都丸紗也華 とまる さやか   | 1996年9月26日（28歳）  | 群馬県 | 157cm | オレンジ | 理紗アレキサンダー（理科） りさ あれきさんだー           | ミスiD2015 SWALLOWS BASEBALL L!VE公認サポーター（2015年）                                                      |
| 喜多裕子 きた ゆうこ       | 1996年10月14日（28歳） | 大阪府 | 161cm | 黄色     | 成田家喜美（家庭科） なりたや よしみ                     | 喜多陽子は実姉                                                                                                 |
| 松川菜々花 まつかわ ななか | 1998年1月29日（27歳）  | 埼玉県 | 165cm | 青       | 東国原松子DX（国語） ひがしこくばる まつこでぃーえっくす | ミスiD2015セミファイナリスト                                                                                   |
| 縣みりあ あがた みりあ     | 1998年5月17日（26歳）  | 愛知県 | 156cm | 緑       | 縣宅紀伊英子（英語） けんたっきい えいこ                 | 元シブヤDOMINIONでJK21とのコラボユニットLucky Matesにも参加。 『中学生日記』や『ごはんの学校』に出演経験あり。 |

### 旧メンバー
| 名前                   | 生年月日（年齢）       | 出身地 | カラー | 教員名（担当教科）                    | 備考                                  |
| ---------------------- | ---------------------- | ------ | ------ | ------------------------------------- | ------------------------------------- |
| 戸田杏香 とだ きょうか | 1997年12月24日（27歳） | 埼玉県 | ピンク | 体河亜杏子（体育 ） たいがあ きょうこ | 2015年4月7日脱退 元並木橋ハイスクール |

## 作品
順位はオリコン週間ランキング最高位。

### シングル
1. 学園地獄（2014年12月17日、18位）
2. 真っ赤なUSO（2015年7月15日、27位）

### アルバム
1. School orz（2015年3月25日、46位）

### 全曲リスト
| #  | タイトル               | 作詞                | 作曲                       | 編曲          | 収録作品                       |
| -- | ---------------------- | ------------------- | -------------------------- | ------------- | ------------------------------ |
| 1  | 学園地獄               | かながわIQ          | 伊東大和                   | 伊東大和      | 「学園地獄 High Scene Single」 |
| 2  | 世界のはじまり         | かながわIQ          | 坂東邑真                   | 丸田新        | 「学園地獄 High Scene Single」 |
| 3  | 徐々に素敵な冒険       | かながわIQ          | 林田健司                   | 水島康貴      | 「学園地獄 High Scene Single」 |
| 4  | 大切なお知らせ         | かながわIQ          | Gajin                      | 水島康貴      | 「学園地獄 High Scene Single」 |
| -  | 学園地獄               | -                   | -                          | -             | 『School orz』                 |
| 5  | 飾りじゃないのよ眼鏡は | かながわIQ          | kartnLab.                  | 水島康貴      | 『School orz』                 |
| 6  | ローマの平日           | かながわIQ          | 高田翼                     | KOUTAPAI      | 『School orz』                 |
| 7  | イケナイコトカナ       | かながわIQ          | 福田貴訓                   | 久下真音      | 『School orz』                 |
| 8  | School orz             | かながわIQ          | kartnLab.                  | 水島康貴      | 『School orz』                 |
| 9  | 浪漫非行               | かながわIQ          | 木曜a.k.a.まえのめり@48kHz | 丸田新        | 『School orz』                 |
| -  | 世界のはじまり         | -                   | -                          | -             | 『School orz』                 |
| 10 | FYTイッパツ            | かながわIQ          | 鐘撞行孝                   | サキ 角田崇徳 | 『School orz』                 |
| 11 | 真っ赤なUSO            | かながわIQ          | 鐘撞行孝                   | 鐘撞行孝      | 「真っ赤なUSO」                |
| 12 | ウルトラチョップ       | かながわIQ          | 丸田新                     | 丸田新        | 「真っ赤なUSO」                |
| 13 | 青春格差サバイバー     | 前澤希 かながわIQ   | 鐘撞行孝                   | サキ 角田崇徳 | 「真っ赤なUSO」                |
| 14 | ユメネコ               | 落合一洋 かながわIQ | 鐘撞行孝                   | サキ 角田崇徳 | 「真っ赤なUSO」                |